# Grande Prêmio da Espanha de 1951
Resultados do Grande Prêmio da Espanha realizado em Pedralbes em 28 de outubro de 1951. Oitava e última etapa da temporada, nela o vencedor foi o argentino Juan Manuel Fangio cujo triunfo assegurou-lhe o primeiro título de campeão mundial e marcou a derradeira vitória da equipe Alfa Romeo.

## Classificação da prova
| Pos. | Nº | Piloto                | Construtor         | Voltas | Tempo/Diferença | Grid | Pontos |
| ---- | -- | --------------------- | ------------------ | ------ | --------------- | ---- | ------ |
| 1    | 22 | Juan Manuel Fangio    | Alfa Romeo         | 70     | 2:46:54.10      | 2    | 9      |
| 2    | 6  | José Froilán González | Ferrari            | 70     | + 54.28         | 3    | 6      |
| 3    | 20 | Giuseppe Farina       | Alfa Romeo         | 70     | + 1:45.54       | 4    | 4      |
| 4    | 2  | Alberto Ascari        | Ferrari            | 68     | + 2 voltas      | 1    | 3      |
| 5    | 24 | Felice Bonetto        | Alfa Romeo         | 68     | + 2 voltas      | 8    | 2      |
| 6    | 26 | Toulo de Graffenried  | Alfa Romeo         | 66     | + 4 voltas      | 6    |        |
| 7    | 28 | Louis Rosier          | Talbot-Lago-Talbot | 64     | + 6 voltas      | 20   |        |
| 8    | 34 | Philippe Étancelin    | Talbot-Lago-Talbot | 63     | + 7 voltas      | 13   |        |
| 9    | 14 | Robert Manzon         | Simca-Gordini      | 63     | + 7 voltas      | 9    |        |
| 10   | 44 | Paco Godia            | Maserati           | 60     | + 10 voltas     | 17   |        |
| Ret  | 4  | Luigi Villoresi       | Ferrari            | 48     | Ignição         | 5    |        |
| Ret  | 16 | André Simon           | Simca-Gordini      | 48     | Motor           | 10   |        |
| Ret  | 36 | Johnny Claes          | Talbot-Lago-Talbot | 37     | Acidente        | 15   |        |
| Ret  | 8  | Piero Taruffi         | Ferrari            | 30     | Roda            | 7    |        |
| Ret  | 12 | Maurice Trintignant   | Simca-Gordini      | 25     | Motor           | 11   |        |
| Ret  | 38 | Georges Grignard      | Talbot-Lago-Talbot | 23     | Motor           | 16   |        |
| Ret  | 32 | Yves Giraud-Cabantous | Talbot-Lago-Talbot | 7      | Acidente        | 14   |        |
| Ret  | 30 | Louis Chiron          | Talbot-Lago-Talbot | 4      | Ignição         | 12   |        |
| Ret  | 18 | Príncipe Bira         | Maserati-Osca      | 1      | Motor           | 19   |        |
| DNS  | 46 | Juan Jover            | Maserati           | 0      | Motor           | 18   |        |

## Tabela do campeonato após a corrida
Classificação do mundial de pilotos
|  | Pos. | Piloto                | Pontos  |
|  | ---- | --------------------- | ------- |
|  | 1    | Juan Manuel Fangio    | 31 (37) |
|  | 2    | Alberto Ascari        | 25 (28) |
|  | 3    | José Froilán González | 24 (27) |
|  | 4    | Giuseppe Farina       | 19 (22) |
|  | 5    | Luigi Villoresi       | 15 (18) |

- Nota: Somente as primeiras cinco posições estão listadas. Entre 1950 e 1953 cada piloto podia computar quatro resultados válidos por temporada havendo divisão de pontos em caso de monopostos compartilhados e no presente caso o campeão da temporada surge grafado em negrito.